# كيل زون: شادو فول
كيل زون: شادو فول (بالإنجليزية: Killzone: Shadow Fall)‏ هي لعبة فيديو صدرت في 2013 لجهاز بلاي ستيشن 4 كلعبة إطلاق. اللعبة من تطوير غيورلا غيمز وهي من نشر سوني كمبيوتر إنترتينمنت.

## روابط خارجية
- كيل زون: شادو فول على موقع IMDb (الإنجليزية)